# مالال اندیایه
مالال اندیایه (انگلیسی: Mallal N'Diaye؛ زادهٔ ۴ ژانویهٔ ۱۹۷۱ در مالی) بازیکن فوتبال در پست مهاجم اهل مالی است.

## باشگاهی
از باشگاه‌هایی که در آن بازی کرده‌است می‌توان به باشگاه فوتبال پیونیک، باشگاه فوتبال ایروان، باشگاه فوتبال لوزان-اسپورت اشاره کرد.

## تیم ملی
وی همچنین در تیم ملی فوتبال مالی بازی کرده‌است.